# Сенькагурт
Сенькагурт — населённый пункт в Дебёсском районе Удмуртии Российской Федерации. Входит в состав Тольенского сельского поселения.

## История
(Починок по речке Медле) — основан удмуртами, переселившимися из деревни Чепык в 1803 году. Позднее к ним переселились несколько русских хозяйств из села Дебесы. (Павел Роготнев с. Дебесы 2007 г.)

## Население
| 2010 | 2012 |
| ---- | ---- |
| 20   | ↘19  |